# 家族あわせ (1974年のテレビドラマ)
『家族あわせ』（かぞくあわせ）は、TBS系で放映されたテレビドラマ。放映期間は1974年10月1日から1975年3月25日まで放映された。全25回。制作はテレパック。

## あらすじ
東京都内の中年夫婦、渡部建次（千秋実）と喜久代（山岡久乃）は、建次の浮気が原因で別居状態だった。この夫婦と長男の達也（篠田三郎）、その恋人の朋子（浅茅陽子）、長女の洋子（丘淑美）を中心に描かれるホームドラマ。

## 出演
- 渡部喜久代：山岡久乃
- 渡部達也：篠田三郎
- 渡部洋子：丘淑美
- 中川澄：吉野佳子
- 鈴木てる子：結城美栄子
- 近藤シゲ子：永野裕紀子
- 山地太一郎：岸部シロー
- 岡本鉄男：西田敏行
- 鈴木富造：花沢徳衛
- 大沢治夫：美川陽一郎
- 大沢文子：露原千草
- 松野松子：吉田日出子
- 山田千枝：加藤和恵
- 山地梅子：ミヤコ蝶々
- 中川幸一：杉浦直樹
- 大沢朋子：浅茅陽子
- エースプロ
- 渡部建次：千秋実
- 中川たみ：杉村春子

## スタッフ
- 作：楠田芳子
- 音楽：東海林修
- 主題歌：作詞：岩谷時子、作曲：東海林修、唄：中原千史
- 技術：石川清一
- カメラ：高田裕
- 照明：長沼賢治
- カラー調整：原孝雄
- 音声：西館博光
- 効果：植木茂男
- 化粧：ユミ・ビュアクス
- 衣裳協力：ラピーヌ、鈴乃屋
- 美術制作：丸山俊史
- 美術デザイン：高橋秀夫
- イラスト：篠原栄太
- 制作協力：東通
- プロデューサー：武敬子
- 演出：脇田時三
- 制作：テレパック、TBS